# Вільямс (Міннесота)
Вільямс (англ. Williams) — місто (англ. city) в США, в окрузі Лейк-оф-те-Вудс штату Міннесота. Населення — 157 осіб (2020).

## Географія
Вільямс розташований за координатами 48°46′5″ пн. ш. 94°57′12″ зх. д. / 48.76806° пн. ш. 94.95333° зх. д. (48.767951, -94.953297).  За даними Бюро перепису населення США в 2010 році місто мало площу 2,52 км², уся площа — суходіл.

## Демографія
Згідно з переписом 2010 року, у місті мешкала 191 особа в 86 домогосподарствах у складі 46 родин. Густота населення становила 76 осіб/км².  Було 110 помешкань (44/км²).
Расовий склад населення:
| - 95,3 % — білих - 2,6 % — азіатів - 1,0 % — чорних або афроамериканців - 0,5 % — корінних американців |

До двох чи більше рас належало 0,0 %. Частка іспаномовних становила 0,5 % від усіх жителів.
За віковим діапазоном населення розподілялося таким чином: 27,7 % — особи молодші 18 років, 54,0 % — особи у віці 18—64 років, 18,3 % — особи у віці 65 років та старші. Медіана віку мешканця становила 42,5 року. На 100 осіб жіночої статі у місті припадало 101,1 чоловіків;  на 100 жінок у віці від 18 років та старших — 106,0 чоловіків також старших 18 років.
Середній дохід на одне домашнє господарство  становив 45 728 доларів США (медіана — 41 607), а середній дохід на одну сім'ю — 51 258 доларів (медіана — 43 750). За межею бідності перебувало 6,6 % осіб, у тому числі 8,5 % дітей у віці до 18 років та 11,1 % осіб у віці 65 років та старших.
Цивільне працевлаштоване населення становило 95 осіб. Основні галузі зайнятості: виробництво — 24,2 %, публічна адміністрація — 17,9 %, освіта, охорона здоров'я та соціальна допомога — 15,8 %.